# دیانا میناسیان
دیانا میناسیان (ارمنی: Դիանա Մինասյան؛ انگلیسی: Diana Minasyan زادهٔ ۱۹۷۴) بدمینتون‌باز زن اهل ارمنستان است  